# Stacy Dragila
Stacy R. Dragila-Mikaelson (Auburn, 25 maart 1971) is een voormalige Amerikaanse polsstokhoogspringster. Ze was olympisch kampioene, drievoudig wereldkampioene en meervoudig Amerikaans kampioene in deze discipline.

## Biografie

### Eerste olympische kampioene
Dragila, wier familie oorspronkelijk uit Roemenië afkomstig is, deed aanvankelijk aan volleybal en manifesteerde zich daarnaast als circusacrobate en rodeorijdster. Tijdens haar studie aan de Idaho State University maakte zij midden jaren negentig deel uit van het atletiekteam. Het werd het begin van haar atletiekloopbaan. Haar eerste gouden medaille, tevens de eerste gouden medaille ooit op dit nieuwe olympische onderdeel voor vrouwen, won ze in 2000 op de Olympische Spelen van Sydney met een sprong over 4,60 m. Ze versloeg hiermee de Australische Tatiana Grigorieva (zilver; 4,55) en de IJslandse Vala Flosadóttir (brons; 4,50). Ze werd wereldkampioene in 1999 en 2001 en wereldindoorkampioene in 1997. Tussen 1999 en 2003 sprong ze vijfmaal een wereldrecord en in 2001 werd ze uitgeroepen tot IAAF atlete van het jaar.

### Finale gemist op OS 2004
Ondanks dat ze olympisch kampioene was, slaagde Stacy Dragila er in 2004 niet in om zich te plaatsen voor de finale polsstokhoogspringen op de Olympische Spelen van Athene. Ook op de wereldkampioenschappen van 2005 kwalificeerde ze zich niet voor de finale.
Het jaar 2006 kwam Dragila niet in actie vanwege een blessure, maar in 2007 pakte ze de draad weer op en kwam ze in Eugene tot een sprong over 4,50 m. Haar plan om in 2008 voor de derde maal aan te treden voor de Olympische Spelen mislukte: bij de US Olympic Trials kwam ze met een sprong van 4,40 niet verder dan de zevende plaats, onvoldoende om zich voor Peking te kwalificeren.
In 2009 was Stacy Dragila er op de wereldkampioenschappen in Berlijn weer wel bij, maar net als vier jaar eerder overleefde zij de kwalificatieronde niet. Ze bleef hierin op een negende plaats steken met een sprong over 4,25.

### Einde atletiekloopbaan
Op 10 september 2009 kondigde zij het einde van haar atletiekcarrière aan. Dragila, die het wereldrecord polsstokhoogspringen in drie jaar tijd van 4,61 m op 4,81 m bracht, kan worden gezien als de atlete die dit nummer mondiaal op de kaart zette, ook vanwege haar soms spectaculaire acties, zoals haar springdemonstraties in het zand op het strand van Santa Barbara.
Dragila woont in Pocatello en werkt als assistent-trainster voor het atletiekteam van Idaho.

## Titels
- Olympisch kampioene polsstokhoogspringen - 2000
- Wereldkampioene polsstokhoogspringen - 1999, 2001
- Wereldindoorkampioene polsstokhoogspringen - 1997
- Amerikaans kampioene polsstokhoogspringen - 1996, 1997, 1999, 2000, 2001, 2002, 2003, 2004, 2005
- Amerikaans indoorkampioene polsstokhoogspringen - 1996, 1997, 1998, 1999, 2000, 2001, 2003, 2004

## Wereldrecords
| Prestatie | Datum            |
| --------- | ---------------- |
| 4,60 m    | 21 augustus 1999 |
| 4,63 m    | 23 juli 2000     |
| 4,70 m    | 28 april 2001    |
| 4,71 m    | 9 juli 2002      |
| 4,81 m    | 9 juni 2003      |

## Persoonlijke records
Outdoor
| Onderdeel            | Prestatie | Datum         | Plaats  |
| -------------------- | --------- | ------------- | ------- |
| 800 m                | 2.18,12   | 25 april 1997 | Provo   |
| 100 m horden         | 14,81 s   | 20 april 2002 | Boise   |
| hoogspringen         | 1,70 m    | 24 april 1997 | Provo   |
| polsstokhoogspringen | 4,83 m    | 8 juni 2004   | Ostrava |
| verspringen          | 5,81 m    | 24 april 1998 | Provo   |
| speerwerpen          | 38,07 m   | 20 april 2002 | Boise   |
| zevenkamp            | 5488 p    | 24 april 1998 | Provo   |

Indoor
| Onderdeel            | Prestatie | Datum            | Plaats    |
| -------------------- | --------- | ---------------- | --------- |
| 200 m                | 25,87 s   | 21 februari 2003 | Pocatello |
| 55 m horden          | 8,30 s    | 7 maart 2003     | Pocatello |
| hoogspringen         | 1,57 m    | 7 maart 2003     | Pocatello |
| polsstokhoogspringen | 4,81 m    | 6 maart 2004     | Boedapest |
| verspringen          | 5,90 m    | 7 maart 2003     | Pocatello |

## Palmares

### polsstokhoogspringen
Kampioenschappen
- 1997:  WK indoor - 4,40 m
- 1999: 8e WK indoor - 4,35 m
- 1999:  WK - 4,60 m
- 2000:  OS - 4,60 m
- 2001: 4e WK indoor - 4,51 m
- 2001:  WK - 4,75 m
- 2001:  Goodwill Games - 4,55 m
- 2001:  Grand Prix - 4,50 m
- 2003:  Wereldatletiekfinale - 4,50 m
- 2003: 4e WK - 4,55 m
- 2004:  WK indoor - 4,81 m
- 2004: 7e in kwal. OS - 4,30 m
- 2005: 8e in kwal. WK - 4,40 m
- 2009: 9e in kwal. WK - 4,25 m

Golden League-podiumplekken
- 2001:  Golden Gala – 4,72 m
- 2002:  Herculis – 4,39 m

## Onderscheidingen
- IAAF-atlete van het jaar - 2001
- Jesse Owens Award - 2000, 2001

2000: Stacy Dragila ·
2004: Jelena Isinbajeva ·
2008: Jelena Isinbajeva ·
2012: Jennifer Suhr ·
2016: Ekaterini Stefanidi ·
2020: Katie Nageotte ·
2024: Nina Kennedy
1999 Stacy Dragila · 
2001 Stacy Dragila · 
2003 Svetlana Feofanova · 
2005 Jelena Isinbajeva ·
2007 Jelena Isinbajeva ·
2009 Anna Rogowska ·
2011 Fabiana Murer ·
2013 Jelena Isinbajeva ·
2015 Yarisley Silva ·
2017 Ekaterini Stefanidi ·
2019 Anzjelika Sidorova ·
2022 Katie Nageotte ·
2023 Nina Kennedy & Katie Moon